# 유미리 (가수)
유미리(본명: 이미애, 1965년 8월 19일 ~ )는 대한민국의 가수이다. 1986년 8월 제7회 MBC 강변가요제에서 대상을 수상하였다.

## 활동

### 음악 활동
초등학교 2학년 재학 중 가족을 따라 미국으로 이민을 갔으며, 미국 보스턴의 버클리 음악대학교 실용음악학과에 입학, 1985년 전미주 교포학생 가요제에서 1위를 차지하였다. 이후 버클리 음대 2학년 재학 중이던 1986년 남이섬에서 열린 제7회 MBC 강변가요제에 참가, 〈젊음의 노트〉로 전미대표로 출전하여 대상을 수상했다. 또 같은 해 MBC 10대 가수 가요제에서 1986년 10대 가수이자 신인상을 수상하여 스타덤에 올랐다. 〈젊음의 노트〉는 대한민국 응원가로도 쓰이면서 대중들에게 많은 인기를 얻었다.
이후 정규 1집 〈가슴에 기대어 한번 더〉, 2집 〈첫인상〉 등으로 활동했으며, 미국으로 돌아가 팝뮤직을 배운 뒤 모국으로 돌아왔다. 1992년 김범룡 작곡의 〈하이하이하이〉를 발표하였다. 이후 학업을 위해 다시 미국으로 떠나면서 활동을 접고, 간혹 행사나 방송 등에 출연하였다.
그 후 〈넌 내꺼〉, 〈날 떠나줘〉, 〈눈물 꽃〉 등이 실린 디지털 싱글 앨범 《New 미리》를 발매해 활동을 재개했다.
그리고 2009년에는 〈지못미〉라는 곡을 발표해 트로트 가수로 완전히 변화했으며, 이후 2016년에는 〈빠져〉라는 곡을 발표했다.

## 수상 논란

### 강변가요제 수상 논란
MBC 강변가요제는 순수한 아마추어 학생가수의 작품만을 출품기준으로 삼았다. 그러나 유미리가 강변가요제에서 〈젊음의 노트〉로 대상을 수상한 이후, 유미리가 정말 아마추어 가수가 맞는지 논란이 벌어졌다.
당시 노래 〈젊음의 노트〉는 '정호'라는 무명의 작곡가가 작곡한 것이라고 하였으나, 이는 훗날 기성 작곡가인 장욱조의 작곡인 것이 밝혀졌다. 또 유미리도 아마추어 가수가 아닌, 장욱조의 문하생으로 프로가수 훈련을 받던 중 데뷔 수단의 하나로 강변가요제 무대를 택한 것으로 알려졌다. 게다가 당시 유미리는 강변가요제 출전 무대에서 프로 가수와 같은 모습을 보였는데, 보통 방송에 출연한 적이 없는 참가자의 경우 카메라 위치를 의식하기가 사실상 불가능함에도 불구하고, 유미리는 자신을 비추는 카메라가 어느 카메라인지 정확히 인지했으며, 그에 맞춰 카메라 리액션을 취해 프로가수라는 의구심을 더한 것이다.

## 학력
- 버클리 음악대학교 실용음악학과 졸업
- 김제여자고등학교 졸업

## 경력
- 2008년 대한치매학회 치매홍보대사

## 음반
- 2016년 싱글 〈빠져/밀당〉
- 2013년 싱글 〈스잔나/후회〉
- 2012년 싱글 〈외사랑〉
- 2011년 싱글 〈사랑의 소주잔〉
- 2009년 싱글 〈지못미/잡아줘〉
- 2007년 싱글 〈넌 내꺼/콕 찍어〉
- 1992년 5집 〈지금쯤〉〈내 슬픈 사랑〉
- 1990년 4집 〈청춘교실〉〈사랑은 추억으로 나를 찾아와〉
- 1989년 3집 〈그대 어서와요〉
- 1987년 2집 〈첫인상〉〈오직 당신만〉
- 1987년 1집 〈가슴에 기대어 한번 더〉
- 1986년 제7회 MBC 강변가요제 대상 〈젊음의 노트〉

## 수상 경력
- 1985년 전미주 교포학생 가요제 1위
- 1986년 MBC 10대 가수상, MBC 10대 가수 가요제 신인상
- 1986년 제7회 MBC 강변가요제 대상 수상